# Jadwiga Muszyńska (harcerka)
Jadwiga Harczuk-Muszyńska z domu Stojakówna (ur. 3 czerwca 1911 w Tomaszowie, zm. 21 sierpnia 2008 w Zamościu) – nauczycielka i harcerka, działaczka społeczna.

## Życiorys
W 1933 roku ukończyła Seminarium Nauczycielskie w Zamościu, następnie uczyła w szkołach wiejskich w okolicach Zamościa, a od 1936 w Zamościu w szkole nr 7. Od 1923 roku w harcerstwie, była drużynową w Seminarium Nauczycielskim i w Szkole Handlowej. W latach 1933–1949 była komendantką zamojskiego hufca Związku Harcerstwa Polskiego (1933-1934 Hufca Zamość-Powiat, 1934-1939 Hufca Zamość).
W latach 1937–1938 pełniła także funkcję komendantki II Obwodu Chorągwi Lubelskiej. W 1936 roku wyszła za mąż za Edwarda Harczuka - urzędnika miejskiego. W czasie okupacji kierowała tajnym hufcem, prowadziła Pogotowie Harcerskie, uczestniczyła w tajnym nauczaniu. Działała w AK pod pseudonimem "Chmura". We wrześniu 1939 roku uratowała siedmiu polskich oficerów z transportu do niewoli niemieckiej. W 1942 roku otrzymała stopień harcmistrzyni.
Ponownie kierowała hufcem w latach 1945-1949, w latach 1957-1958 pełniła funkcję zastępcy komendanta hufca. W latach 1950–1972 była nauczycielką wychowania fizycznego w zamojskim liceum plastycznym oraz kierowniczką internatu tej szkoły.
Uchwałą Rady Miasta Zamościa z dnia 25 sierpnia 1997 roku Honorowa Obywatelka Zamościa.

## Odznaczenia
W 1993 roku odebrała Srebrny Krzyż za Zasługi dla ZHP z Rozetą z Mieczami.
Odznaczona Krzyżem Kawalerskim Orderu Odrodzenia Polski. W 2005 roku została odznaczona Srebrnym Krzyżem Zasługi.